# Rotehjon
Rotehjon (eller dyngenhjon) var de fattighjon som var sämst lottade, eftersom de i motsats till inhyseshjon var hänvisade till rotegång som innebar att de fick nödvändig kost och logi i den ena gården efter den andra, med ett bestämt antal dagar på var och en av gårdarna. Många socknar var uppdelade i rotar, med någon eller några byar per rote, som gemensamt ansvarade för de fattighjon som inom socknen fördelats på dem. 
Det ansågs betyda otur att ha ett döende rotehjon i hemmet.[källa behövs] Därför blev de skickade runt mellan olika hushåll till och med medan de låg för döden. Denna rotegång kunde också kallas för att dygna och de fattiga, som på detta vis drog från gård till gård, dyngenjon.
Rotegång förbjöds år 1918, efter att först ha förbjudits för barn år 1847.

## Etymologi
Ett hjon var i äldre svenskt språkbruk en person som ingick i ett hushåll i egenskap av familjemedlem eller tjänstefolk. 